# Shanola Hampton

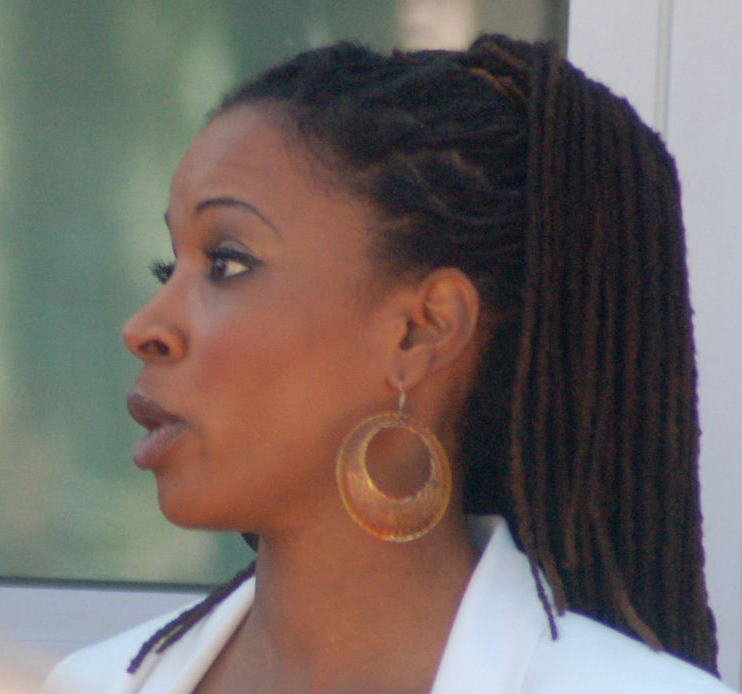
Shanola Hampton (2012)

Shanola Hampton (* 27. Mai 1977 in Charleston, South Carolina) ist eine US-amerikanische Schauspielerin und Regisseurin.

## Leben und Karriere
Shanola Hampton wurde im Mai 1977 geboren, und wuchs zusammen mit ihren vier Schwestern in Summerville, South Carolina auf. Sie ist Absolventin der Winthrop University (mit einem Abschluss in Schauspiel) und hat einen Master of Fine Arts von der Universität von Illinois. Seit dem 11. März 2000 ist sie mit Daren Dukes verheiratet, mit dem sie seit dem 11. März 2014 eine gemeinsame Tochter hat (Cai MyAnna Dukes). Hampton spielte in vielen Serien mit, unter anderem in Reba, Scrubs und Criminal Minds. Seit dem Sommer 2010 spielt sie eine Hauptrolle in der Serie Shameless.
In dem 2009 veröffentlichten Spiel Left 4 Dead 2 war Hampton Vorbild für die Figur Rochelle.

## Filmografie (Auswahl)
- 2001: Popular (Fernsehserie, Episode 2x16)
- 2001: Reba (Fernsehserie, Episode 1x05)
- 2002: Strong Medicine: Zwei Ärztinnen wie Feuer und Eis (Strong Medicine Fernsehserie, Episode 3x09)
- 2004: Scrubs – Die Anfänger (Scrubs, Fernsehserie, Episode 4x12)
- 2005: The Mostly Unfabulous Social Life of Ethan Green
- 2005–2006: Related (Fernsehserie, 5 Episoden)
- 2010: Miami Medical (Fernsehserie, 6 Episoden)
- 2010: Du schon wieder (You Again)
- 2011–2021: Shameless (Fernsehserie, 131 Episoden)
- 2012: Criminal Minds (Fernsehserie, Episode 7x20)
- 2013: Things Never Said
- 2013: They Die by Dawn
- 2013: Christmas in the City (Fernsehfilm)
- 2014: Suburban Gothic
- 2015: Stalker (Fernsehserie, 2 Episoden)
- 2015: Forever
- 2019: Three’s Complicated (Fernsehfilm)
- 2019: #Truth
- 2021: Deadly Illusions
- 2022: The Neighborhood (Fernsehserie, 1 Episode)
- 2023–2025: Found (Fernsehserie)